# Frans Geurtsen
Frans Geurtsen (17 de març de 1942 - 12 de desembre de 2015) va ser un futbolista neerlandès, que va jugar a nivell professional com a davanter.

## Carrera de club
Geurtsen va començar la seva carrera professional al Velox de la seva ciutat natal, guanyant l'ascens a l'Eerste Divisie el 1962. Va jugar amb l'Utrecht XI a la Copa Inter-Cities Fires de 1962–63, marcant dos gols contra Tasmania Berlín.   Va ser fitxat pel club d'Amsterdam DWS l'estiu de 1963 i va ser el màxim golejador de l'Eredivisie tant a les temporades 1963–64 com a 1964–65. Va guanyar el títol de lliga Eredivisie amb el DWS el 1964.
Una lesió al tendó d'Aquil·les va tallar la seva carrera i es va haver de retirar el 1971 amb només 29 anys.

## Carrera internacional
Va debutar amb els Països Baixos en un partit de classificació per a la Copa del Món de la FIFA l'octubre de 1964 contra Albània, marcant immediatament un gol.  També va resultar ser el seu últim partit internacional.

### Gols internacionals
|    | Data            | Seu                                  | Rival   | Marcador | Resultat | Competició                                           |
| -- | --------------- | ------------------------------------ | ------- | -------- | -------- | ---------------------------------------------------- |
| 1. | 25 octubre 1964 | Qemal Stafa Stadium, Tirana, Albània | Albània | 2–0      | 2–0      | Classificació per la Copa del Món de la FIFA de 1966 |

## Vida personal i mort
Després de retirar-se, Geurtsen va treballar com a tècnic i va entrenar equips amateurs a Holanda del Nord. Va morir el desembre de 2015 a Alkmaar.